# Ulodesmus propinquus
Ulodesmus propinquus är en mångfotingart som beskrevs av Lawrence 1962. Ulodesmus propinquus ingår i släktet Ulodesmus och familjen Gomphodesmidae. Inga underarter finns listade i Catalogue of Life.